# Anton Mayerbacher
Anton Mayerbacher (* 19. Jahrhundert; † 20. Jahrhundert) war ein bayerischer Kaufmann.

## Werdegang
Mayerbacher führte in Dachau im Haus Freisinger Straße 4 (heute: Konrad-Adenauer-Straße 7) eine Mehlhandlung. Von 1903 bis 1905 war er Bürgermeister von Dachau.